# Nicolas Devilder
Nicolas Devilder (Dax, 25 marzo 1980) è un ex tennista francese.

## Carriera
Ottenne il suo best ranking in singolare l'8 settembre 2008 con la 60ª posizione, mentre nel doppio divenne il 23 marzo 2009, il 197º del ranking ATP.
Nel 2008, in coppia con il connazionale Paul-Henri Mathieu, vinse il suo unico torneo ATP in carriera: il BCR Open Romania; in quell'occasione superò la coppia formata dai polacchi Mariusz Fyrstenberg e Marcin Matkowski in tre set molto combattuti: 7–6(4), 6(9)–7, [22-20]. Nel 2012, in singolare, raggiunse il terzo turno dell'Open di Francia; partito dal torneo di qualificazioni superò in successione il serbo Filip Krajinović e il tedesco Michael Berrer prima di essere sconfitto dalla testa di serie numero uno, il serbo Novak Đoković.
In carriera, in singolare, vinse inoltre nove tornei del circuito ATP Challenger Series e cinque dell'ITF Men's Circuit.

## Statistiche

### Tornei ATP

#### Doppio

##### Vittorie (1)
| Legenda singolare                 |
| Grande Slam (0)                   |
| ATP World Tour Finals (0)         |
| ATP Masters Series (0)            |
| ATP International Series Gold (0) |
| ATP International Series (1)      |

| Numero | Data             | Torneo                     | Superficie  | Compagno           | Avversari in finale                  | Punteggio               |
| 1.     | 8 settembre 2008 | BCR Open Romania, Bucarest | Terra rossa | Paul-Henri Mathieu | Mariusz Fyrstenberg Marcin Matkowski | 7–6(4), 6(9)–7, [22-20] |

### Tornei minori

#### Singolare

##### Vittorie (14)
| Legenda tornei minori |
| Challenger (9)        |
| Futures (5)           |

| Numero | Data            | Torneo                                | Superficie      | Avversario in finale | Punteggio            |
| 1.     | 22 luglio 2002  | Open de Valescure, Valescure          | Cemento         | Bertrand Contzler    | 6-4, 4-6, 6-0        |
| 2.     | 5 aprile 2004   | Open Espace Anjou, Angers             | Terra rossa (i) | Marc Gicquel         | 2-6, 6-3, 6-4        |
| 3.     | 8 agosto 2005   | Pamplona Challenger, Pamplona         | Cemento         | David Guez           | 6-2, 6-1             |
| 4.     | 3 aprile 2006   | Mitsubishi Electric Europe Cup, Monza | Terra rossa     | Flavio Cipolla       | 6-2, 7-5             |
| 5.     | 24 aprile 2006  | Trofeo Luigi Pezzoli, Bergamo         | Terra rossa     | Werner Eschauer      | 1-6, 7-5, 6-4        |
| 6.     | 12 giugno 2006  | Kosice Open, Košice                   | Terra rossa     | Gorka Fraile         | 6-0, 6-1             |
| 7.     | 31 luglio 2006  | Timișoara Challenger, Timișoara       | Terra rossa     | Pablo Santos         | 7–6(5), 6-2          |
| 8.     | 22 ottobre 2007 | Brazil Challenger, Belo Horizonte     | Terra rossa     | Marcel Granollers    | 6-2, 6(4)–7, 7–6(6)  |
| 9.     | 16 giugno 2008  | Nord LB Open, Braunschweig            | Terra rossa     | Sergio Roitman       | 6-4, 6-4             |
| 10.    | 24 giugno 2008  | Mamaia Challenger, Costanza           | Terra rossa     | Adrian Ungur         | 6-3, 6(5)–7, 7–6(10) |
| 11.    | 21 luglio 2008  | Poznań Porsche Open, Poznań           | Terra rossa     | Björn Phau           | 7-5, 6-0             |
| 12.    | 4 luglio 2011   | Havré Fair-Play Trophy, Mons          | Terra rossa     | Yannik Reuter        | 7-5, 6-3             |
| 13.    | 25 luglio 2011  | Belgian Coast Tennis Tour, Heist      | Terra rossa     | Peter Torebko        | 6-3, 7–6(6)          |
| 14.    | 17 gennaio 2012 | Pro Tennis World USTA, Sunrise        | Terra rossa     | Olivier Patience     | 6-2, 6-3             |

#### Doppio

##### Vittorie (4)
| Legenda tornei minori |
| Challenger (2)        |
| Futures (2)           |

| Numero | Data            | Torneo                                      | Superficie      | Compagno               | Avversari in finale            | Punteggio        |
| 1.     | 28 gennaio 2002 | Internationaux de Touques, Deauville        | Terra rossa (i) | Christophe de Veaux    | Marko Neunteibl Jan Weinzierl  | 7-5, 4-6, 6-1    |
| 2.     | 22 luglio 2002  | Open de Valescure, Valescure                | Cemento         | Jean-Christophe Faurel | Julien Cuaz Sonny Kayombo      | 6-4, 6-2         |
| 3.     | 18 aprile 2005  | Mitsubishi Electric Europe Cup, Monza       | Terra rossa     | Olivier Patience       | Massimo Bertolini Uros Vico    | 7-5, 6-4         |
| 4.     | 4 gennaio 2010  | Internationaux de Nouvelle-Calédonie, Numea | Cemento         | Édouard Roger-Vasselin | Flavio Cipolla Simone Vagnozzi | 5-7, 6-2, [10-8] |